# Christa Deguchi
Christa Deguchi, född 29 oktober 1995 i Shiojiri i Nagano prefektur, är en kanadensisk judoka som i tävlar för Kanada i klassen 57 kg. Fram till 2014 tävlade hon för Japan, men bytte sedan till Kanada då hennes pappa är kanadensare.

## Karriär
Efter att ha bytt nationalitet fick hon inte tävla internationellt förrän 2017. 2018 tog hon brons i Judo-VM. Vid Judo-VM 2019 tog hon sitt första VM-guld en bedrift som hon upprepade 2023. 
År 2024 tog hon silver på VM. Samma år deltog hon i sitt första OS vid olympiska sommarspelen 2024 och vann guldet. Hon blev inte uttagen till olympiska sommarspelen 2020 då varje land bara får skicka en tävlande per viktklass och Jessica Klimkait blev uttagen istället.